# Chen Jing
Chen Jing (陈 静, Wuhan, 20 september 1968) is een voormalig Chinees-Taiwanees tafeltennisster. Ze werd in 1988 namens China de eerste olympisch kampioene enkelspel op de Olympische Spelen in Seoel, waar ze samen met Jiao Zhimin ook de dubbelspelfinale haalde. Chen Jing komt sinds 1993 uit voor Taiwan, waarvoor ze nog een zilveren en een bronzen medaille enkelspel won op het olympisch toernooi van '96 en dat van 2000
In 2003 begon ze te studeren aan Zuid-Chinese Normale Universiteit om haar doctoraat in sportpsychologie te behalen.

## Sportieve loopbaan
De olympische titel van 1988 was de eerste en enige mondiale titel die Chen Jing won in een individueel evenement. Een jaar eerder was ze al wel wereldkampioene geworden met de Chinese ploeg, wat in 1989 opnieuw lukte. Tijdens de acht WK's waaraan Chen Jing deelnam van 1987 tot en met 2001, speelde ze 25 toernooien in verschillende disciplines. Daarbij haalde ze twee keer een finale van een individueel evenement. Als Chinese verloor ze in Dortmund 1989 samen met Hu Xiaoxin de eindstrijd in het damesdubbel van landgenotes Qiao Hong en Deng Yaping. Uitkomend voor Taiwan moest ze in de eindstrijd om de enkelspeltitel van Göteborg 1993 buigen voor de Zuid-Koreaanse Hyun Jung-hwa.
Chen Jing trof samen met Jiao Zhimin diezelfde Hyun Jung-hwa eerder in de dubbelspelfinale van de Olympische Spelen 1988. Ook daarin was de Zuid-Koreaanse, samen met Yang Young-ja, de betere. In de eindstrijd om de enkelspeltitel greep ze wel goud tegen haar landgenote Li Huifen.

Chen Jing verscheen in 1996 en 2000 opnieuw op de Olympische Spelen, maar was inmiddels Taiwanese geworden. Zodoende werd ze zowel in '96 (zilver) als 2000 (brons) de enige 'niet-Chinese' op het erepodium van het enkelspel.
Chen Jing kwam van 1996 tot en met 2000 voor Taiwan uit op de ITTF Pro Tour. Daarop won ze vier enkel- en vier dubbelspeltoernooien. In 1999 pakte ze de eindzege op de Pro Tour Grand Finals enkelspel, door in de finale voormalig winnares Li Ju te verslaan.
De Taiwanese kwam in competitieverband onder meer uit voor het Hongaarse Statisztika Budapest, waarmee ze in 1995/96 de European Club Cup of Champions won.

## Erelijst
Belangrijkste resultaten:
- Olympisch kampioen enkelspel 1988 (zilver in 1996, brons in 2000)
- Olympisch zilver dubbelspel in 1988 (met Jiao Zhimin)
- Winnares WK voor landenploegen 1987 en 1989 (zilver in 2000)
- Zilver WK enkelspel 1993
- Zilver WK dubbelspel 1989 (met Hu Xiaoxin)
- Brons WK gemengd dubbel 1989 (met Chen Zhibin)

ITTF Pro Tour:
Enkelspel:
- Winnares ITTF Pro Tour Grand Finals 1999
- Winnares Brazilië Open 1996 en 1999
- Winnares Australië Open 1999
- Winnares Frankrijk Open 1999

Dubbelspel:
- Winnares Australië Open 1999 (met Xu Jing)
- Winnares Tsjechië Open 1999 (met Xu Jing)
- Winnares Kroatië Open 2000 (met Xu Jing)
- Winnares Amerika Open 2000 (met Xu Jing)

1988: Chen Jing ·
1992: Deng Yaping ·
1996: Deng Yaping ·
2000: Wang Nan ·
2004: Zhang Yining ·
2008: Zhang Yining ·
2012: Li Xiaoxia ·
2016: Ding Ning ·
2020: Chen Meng ·
2024: Chen Meng